# Weronika Medyńska
Weronika Medyńska, z d. Szpak (ur. 13 stycznia 1944 we Lwowie, zm. 12 marca 2024) – polska florecistka, trener szermierki.

## Życiorys
W latach 1960–1976 była zawodniczką AZS Wrocław, równocześnie od 1963 pracowała jako trener, współpracując ze swoim mężem Adamem Medyńskim (poślubionym w 1966). Związana była kolejno z klubami AZS Wrocław (1963-1976), AZS Politechnika Wrocław (1977-1991), La Riposte Chalon-sur-Saône (1991-1996), założoną przez siebie i męża sekcją szermierczą AZS AWF Wrocław (1996-2010) i współzałożonym przez siebie Klubie Szpada Wrocław.
Razem z mężem stworzyła w latach 70. XX wieku potęgę szermierczej sekcji AZS Politechnika Wrocław. Prowadziła podstawowe szkolenie dzieci, zajmowała się wyszukiwaniem talentów szermierczych. Była pionierką szkolenia w szpadzie kobiet w tym klubie, tworząc pierwszą sekcję w połowie lat 80. XX wieku.
Mistrzynią Polski w szpadzie była także jej córka, Anna Medyńska.